# دکتر جولیوس نو
دکتر جولیوس نو یک شخصیت تخیلی و شرور اصلی رمان جیمز باند در سال 1958 و اقتباس سینمایی آن دکتر نو در سال 1962 است که اولین فیلم از این سری بود که در آن ژوزف وایزمن نقش او را بازی کرد .
| اولین ظهور              | دکتر نو (رمان 1958) |
| آخرین حضور              | GoldenEye 007 (بازی ویدیویی 2010) |
| خلق شده توسط            | ایان فلمینگ |
| به تصویر کشیده شده توسط | ژوزف وایزمن |
| با صدای                 | - جولیان هالووی ( جیمز باند جونیور ) - کارلوس آلازراکی ( GoldenEye: Rogue Agent )                                                                     |
| اطلاعات درون کیهانی     | |
| جنسیت                   | نر |
| وابستگی                 | 義卜 - اتحاد جماهیر شوروی (رمان) - SPECTER (فیلم) - SCUM ( جیمز باند جونیور ) - سه گانه کلاغ ( جیمز باند جونیور ) - مستقل/ اختاپوس (بازی های ویدیویی) |
| ملیت                    | چینی-آمریکایی |
| طبقه بندی               | شرور |
| سرسپردگان               | - تارو خانم - خانم چانگ - خواهر رز - ممکن است |
| متحدان                  | ارنست استاورو بلوفلد |

## بیوگرافی فیلم
دکتر نو خود را "فرزند ناخواسته یک مبلغ آلمانی و یک دختر چینی از یک خانواده خوب" توصیف می کند. او بعداً «خزانه دار قدرتمندترین جامعه جنایتکار در چین شد». او سپس "با 10،000،000 دلار" شمش طلای تانگ به آمریکا فرار کرد . او در کار با مواد رادیواکتیو تخصص داشت ، که به قیمت از دست دادن هر دو دستش تمام شد. آنها با فلزات بیونیک خام جایگزین شدند . دست های نو قدرت زیادی دارند (او می تواند یک مجسمه فلزی را با آنها خرد کند) اما فاقد مهارت دستی است که منجر به مرگ او می شود.
او مهارت ها و تخصص خود را به آمریکایی ها و سپس شوروی ها ارائه کرد، اما توسط هر دو ابرقدرت رد شد. برای انتقام، نو به سازمان جنایی SPECTER پیوست و به جزیره خود در Crab Key در جامائیکا نقل مکان کرد .
زمانی که باند برای تحقیق در مورد قتل دو مامور بریتانیایی و هرگونه ارتباط احتمالی با فاجعه موشکی اخیر فرستاده می شود، نو دستور کشتن باند را می‌دهد. او به پروفسور دنت یک عنکبوت سمی می دهد تا آن را در اتاق باند در حالی که او خواب است آزاد کند. با این حال، باند از خواب بیدار می شود، آن را می کشد و دنت را به خانه ای خصوصی می کشاند، جایی که دنت مورد بازجویی قرار می گیرد و سپس باند او را با شلیک دو گلوله می کشد.
دکتر نو باند و هانی رایدر را وقتی مخفیانه وارد جزیره‌اش می شوند دستگیر می‌کند، و از آنجایی که افراد دکتر نو تشعشعات رادیواکتیو روی بدن آن‌ها را تشخیص داده‌اند، زیر دوش ضدعفونی قرار می‌گیرند. او با دعوت آنها برای شام در آپارتمان شخصی خود، به باند موقعیتی در سازمانش پیشنهاد می کند، اما باند قبول نمی کند. باند از طریق یک محور تهویه فرار می کند (و از موانع گرما و سیل اجتناب می کند)، و لباس یکی از افراد دکتر نو را می‌پوشد. باند وارد منطقه کنترلی می شود که نو و دستیارانش در حال آماده شدن برای ایجاد اختلال در پرتاب یک موشک آمریکایی هستند. باند راکتور استخر No's را خراب می‌کند و به موشک آمریکایی اجازه می‌دهد با موفقیت پرتاب شود در حالی که No و بسیاری از افرادش متوجه این اتفاق نمی‌شوند. وقتی No خرابکاری باند را مشاهده می کند، دو مرد با هم درگیر می شوند در حالی که پرسنل از انفجار قریب الوقوع فرار می کنند. آنها روی یک سکوی کوچک می افتند که به آرامی در خنک کننده در حال جوش راکتور گرمای بیش از حد فرود می آید. باند موفق می شود از آن بالا برود، اما No به دلیل دست های فلزی خود نمی تواند به چارچوب فلزی چنگ بزند و زنده زنده در رآکتور میسوزد. باند هانی را از جایی که در اتاقی پر از آب به زنجیر بسته شده بود آزاد می کند و قبل از انفجار راکتور فرار می کند.
SPECTER از مرگ دکتر No مطلع شد و آنها قول انتقام از جیمز باند را دادند که منجر به وقایع فیلم از روسیه با عشق شد . این همچنین اتفاقات جنگ جیمز باند با SPECTER را در فیلم های آینده رقم زد

## بیوگرافی رمان
این رمان توضیح می‌دهد که دکتر نو در پکن از یک مبلغ آلمانی متدیست و یک دختر چینی به دنیا آمد، اما توسط عمه‌اش بزرگ شد. او در بزرگسالی به شانگهای رفت، جایی که با تانگ ها ، یک سندیکای جنایی چینی درگیر شد. او بعدا به صورت قاچاقی به ایالات متحده رفت و در شهر نیویورک اقامت گزید و در آنجا منشی و در نهایت خزانه دار یک تانگ در آمریکا به نام "Hip-Sings" شد .
در اواخر دهه 1920، یک جنگ میان گروه های مافیایی در نیویورک آغاز شد و پلیس را مجبور به سرکوب آنها کرد. نو یک میلیون دلار طلا از تانگ ها دزدید و ناپدید شد. اما تانگ ها او را ردیابی کردند و او را برای یافتن محل طلا شکنجه کردند. وقتی نو از گفتن این موضوع خودداری کرد، تانگ‌ها دست‌های او را قطع کردند و به سمت چپ سینه‌اش شلیک کردند و او را رها کردند تا بمیرد. نو، به دلیل بیماری به نام دکستروکاردیا ، که در آن قلب او در سمت راست بدن قرار دارد، زنده ماند.
نو مدت طولانی را در بیمارستان گذراند، سپس در دانشکده پزشکی در میلواکی، ویسکانسین ثبت نام کرد . او عنوان دکتر را برگزید و نام خود را به جولیوس نو تغییر داد که نمادی از طرد پدرش بود که نامش جولیوس بود. همانطور که در فیلم، نو برای خود دست های فلزی قرار می‌دهد ، اما کتاب آنها را به عنوان انبر ساده توصیف می کند . از نظر ظاهری، دکتر نو قد بلند و بسیار لاغر است. او حداقل 6 اینچ بلندتر از باند که شش فوت قد دارد توصیف می شود، به این معنی که او احتمالاً حدود 6 فوت و 6 اینچ (198 سانتی متر) قد دارد. گفته می شود سر او به دلیل سر گرد، چانه نوک تیز و رنگ زرد رنگ پوستش به شکل "قطره روغن معکوس" است. او همچنین اشاره می کند که در دوران مدرسه از دست های فلزی خود استفاده نمی کرد و آنها را با دست های مومی جایگزین کرد که کمتر مفید بودند اما ظاهری انسانی تری به خود می بخشیدند. در رمان او یک کیمونوی اسلحه‌ای رنگی به تن دارد . به دلیل ناتوانی در نگه داشتن زنگ، از دستگاه واکی تاکی استفاده می کند که آن را دور گردن خود حمل می کند. او همچنین یکی از اولین جفت لنزهای تماسی را می‌پوشد، و یک عمل جراحی زیبایی برش لب انجام داده است، و همچنین برای بلندتر شدن خود کفش‌های پاشنه‌دار پوشیده است. همه این عوامل توسط نو به کار گرفته شد تا هویت خود را از تانگ ها پنهان کند.
دکتر نو با میلیون ها دلاری که از تانگ ها دزدید، تمبرهای کمیاب خرید تا پول خود را در برابر تورم حفظ کند. او بعداً جزیره خرچنگ را در سواحل جامائیکا خریداری می کند ، جایی که او یک تجارت منقرض شده گوانو را به عنوان پوششی برای عملیات جنایتکارانه خود راه اندازی می کند. او کارگران جامائیکایی و کوبایی را برای کسب و کار گوانو خود به کار می گیرد.
نو، با کمک شوروی ، آزمایش‌های نزدیک موشک‌های آمریکایی را با مختل کردن سیگنال‌های آن‌ها و فرود آمدن و انفجار آن‌ها روی هدفی متفاوت از آنچه که برنامه‌ریزی شده بود، خراب می‌کند. این امر آمریکایی ها را مجبور می کند که زمان و هزینه خود را صرف طراحی مجدد موشک های خود کنند. او همچنین موشک های منفجر نشده را از اقیانوس بازیابی کرده و به روس ها تحویل می دهد. نو همچنین اذعان می‌کند که چیزی بیشتر از رقابت مستهلک شرق و غرب وجود دارد. قصد او ایجاد دشمنی بین اتحاد جماهیر شوروی و ایالات متحده آمریکا در تلاش برای گرم کردن جنگ سرد است. این بیشتر در طرح اصلی ارنست استاورو بلوفلد با استفاده از "سه ماهی مبارز" به عنوان قیاس آشکار شد. زمانی که جنگ سرد به پایان رسید، SPECTER پس از آن درگیر خرابکاری و خرابکاری علیه پیروز شد که اکنون از جنگ ضعیف شده بود.
باند در واقع از توطئه نو باخبر نشد تا زمانی که او و کوارل - با هانی رایدر که برای شکار صدف مخفیانه وارد جزیره می شد- به Crab Key نفوذ کردند و دستگیر شدند. باند پس از ناپدید شدن فرمانده استرانگ ویز به آنجا رفته بود که توسط افراد دکتر نو به قتل رسید. باند در نهایت نو را با خفه کردن او در تپه ای از گوانو می کشد.

## سایر ظواهر
در مجموعه کمیک استریپ دیلی اکسپرس جیمز باند توسط یاروسلاو هوراک و جیم لارنس ، دکتر نو دوباره در خط داستانی Hot-Shot که بین 16 ژانویه 1976 - 1 ژوئن 1976 منتشر شد ظاهر می شود. كه در آن، دکتر نو جان سالم به در برده بود. برخورد قبلی او با جیمز باند و دوباره به عنوان یک تاجر ثروتمند هندی به نام آقای هولیرایا ظاهر شد که به عنوان شرور اصلی داستان عمل می کند.
دکتر نو چندین بار در سریال کارتونی جیمز باند جونیور ظاهر شد . با این حال ، احتمالاً به دلیل مواد شیمیایی که در فیلم در معرض آن قرار گرفته بود، پوست او به رنگ سبز روشن شبیه ماندارین در مرد آهنی بود. (در واقع این دستور وجود داشت که سعی کنیم شخصیت‌های قومی زیادی را به عنوان شرور در کارتون‌ها وارد نکنیم، بنابراین به تعداد زیادی از شخصیت‌های آسیایی مانند دکتر نو، ماندارین یا مینگ بی‌رحم در مدافعان زمین پوست سبز رنگ داده شد ).
جولیوس نو همچنین در بازی ویدیویی GoldenEye: Rogue Agent (تقریباً کاملاً نامرتبط، به خصوص در معنای عنوان، با فیلم 1995 )، با صداپیشگی کارلوس آلازراکی ظاهر شد . علیرغم مرگش در کتاب و فیلم، او در کنار دشمنان دیگرش، ارنست استاورو بلوفلد ، اوریک گلدفینگر ، فرانسیسکو اسکارامانگا و زنیا ایزوتوپ ظاهر می‌شود . در این بازی، Xenia Onatopp برای No کار می کند و به نظر می رسد که او دارای ارتش قابل توجهی از افراد مجهز و همچنین تانک ها و هلیکوپترهای جنگی متعددی است که شبیه V-22 Ospreys هستند . همچنین به نظر می رسد که او سربازانی را بر روی پشت بام ها و ساختمان های بی شماری در هنگ کنگ قرار داده است . او در درگیری با مامور سرکش 00 "GoldenEye" به دلیل انفجار راکتور خودش میمیرد.
جولیوس نو همچنین یک شخصیت چند نفره در بازی ویدیویی 007: From Russia with Love است و یک شخصیت چند نفره قابل بازی در بازی ویدیویی GoldenEye 007 در سال 2010 برای Wii است.
شخصیت دکتر نو در یک آگهی تبلیغاتی آبجو Heineken در سال 2012 برای تبلیغ انتشار بیست و سومین فیلم باند، اسکای فال ظاهر می شود .